# Laura Quevedo
Pour les articles homonymes, voir Quevedo.
Laura Quevedo Cañizares, née le 15 avril 1996 à Coslada en Espagne, est une joueuse espagnole professionnelle de basket-ball de LDLC Lyon ASVEL et de l'équipe nationale espagnole, où elle participe aux Jeux olympiques d'été de 2016.

## Carrière en club
Laura Quevedo joue enfant dans le club local CB Coslada de 7 à 12 ans, puis elle passe au Real Canoe pendant cinq ans. À 17 ans, elle signe pour Rivas Ecópolis, le championnat espagnol de première division, en alternant l'équipe des jeunes et celle des seniors. À 18 ans, elle s'installe en Floride aux États-Unis, pour jouer dans l'équipe universitaire Miami Hurricanes du NCAA, où elle obtient une moyenne de 22 MMP et 6 PPP, mais après 15 matchs, elle décide de rentrer en Espagne avant la fin de la saison. De retour en Espagne, elle joue avec Pajariel Bembibre pour le reste de la saison 2014-2015,,. Après une saison à l'Universitario de Ferrol, elle signe en 2016 avec la meilleure équipe du championnat, Perfumerías Avenida, remportant la double coupe du championnat en 2017. En décembre 2017, elle est transférée au CB Al-Qázeres à la recherche de plus de temps de jeu.

## Équipe nationale
Elle commence à jouer avec les équipes de jeunes espagnoles à 16 ans, remportant un total de sept médailles entre 2012 et 2016. Elle fait ses débuts avec l'équipe senior en 2015, à l'âge de 19 ans. Jusqu'en 2017, elle a 25 sélections avec 1,2 point par rencontre, participant aux Jeux olympiques de Rio 2016

## Palmarès

### Équipe nationale

#### Seniors
- Médaille d'argent aux Jeux olympiques de 2016
- Médaille d'argent au Championnat d'Europe 2023[14]
- Basket-ball aux Jeux méditerranéens de 2018

#### Jeunes
- Médaille d'or au Championnat d'Europe U16 2012
- Médaille d'argent au Coupe du monde U17 2012
- Médaille d'or au Championnat d'Europe U18 2013
- Médaille d'argent au Championnat d'Europe U20 2014
- Médaille de bronze au Championnat d'Europe U18 2014
- Médaille d'or au Championnat d'Europe U20 2015
- Médaille d'or au Championnat d'Europe U20 2016

### Club
- Vainqueur de l'Eurocoupe : 2023[15]
- Vainqueur du Championnat de France : 2023[16]
- Vainqueur du Championnat d'Espagne : 2014, 2016 et 2017
- Vainqueur de la Coupe de la Reine : 2017
- Vainqueur de la Supercoupe d'Espagne : 2017